# Анзен (Нор)
Анзе́н (фр. Anzin) — коммуна во Франции, регион О-де-Франс, департамент Нор, округ Валансьен, кантон Анзен. Пригород Валансьена, примыкает к нему с севера, до центра города 2 км, в 3 км от автомагистрали А23, на левом берегу реки Эско.
Население (2017) — 13 305 человек.

## История
С середины XVIII века Анзен был крупным центром добычи угля. В городе располагалась Угольная компания Анзен (Compagnie des mines d’Anzin), основанная в 1757 году и просуществовавшая до 1946 года, когда она была национализована. В Анзене и его окрестностях расположены крупные металлургические комбинаты, предприятия машиностроения и энергетики, производства стекла и пива.

## Достопримечательности
- Церковь Святой Варвары, покровительницы шахтеров. Построенное в XVIII веке здание было почти полностью разрушено во время Первой мировой войны и восстановлено в 1923 году.
- Современная церковь Святых Венсана и Поля, построенная в 60-х годах XX века.
- Здание мэрии 1874 года.
- Городской театр.
- Шато Дампьер в стиле неоренессанса, построенная как штаб-квартира компании Анзен. Фасад здания украшен орнаментами, символизирующими угольные шахты.
- Краеведческий музей Теофиль-Жуле.

## Экономика
Структура занятости населения:
- сельское хозяйство — 0,0 %
- промышленность — 9,9 %
- строительство — 5,3 %
- торговля, транспорт и сфера услуг — 34,5 %
- государственные и муниципальные службы — 50,2 %

Уровень безработицы (2017) — 28,0 % (Франция в целом — 13,4 %, департамент Нор — 17,6 %). 

Среднегодовой доход на 1 человека, евро (2017) — 15 100 (Франция в целом — 21 110, департамент Нор — 19 490).

## Демография
Динамика численности населения, чел.

## Администрация
Пост мэра Анзена с 2008 года возглавляет Пьер-Мишель Бернар (Pierre-Michel Bernard). На муниципальных выборах 2020 года возглавляемый им левый список одержал победу в 1-м туре, получив 72,81 % голосов.
| Период | Период | Фамилия           | Партия                                            | Примечания                                               |
| ------ | ------ | ----------------- | ------------------------------------------------- | -------------------------------------------------------- |
| 1964   | 1983   | Андре Жийяр       | Социалистическая партия                           | член генерального совета департамента                    |
| 1983   | 2001   | Андре Паран       | Социалистическая партия                           | директор колледжа, член генерального совета департамента |
| 2001   | 2008   | Жери Дюваль       | Разные правые                                     |                                                          |
| 2008   |        | Жан-Мишель Бернар | Социалистическая партия, Демократическое движение | врач                                                     |

## Города-побратимы
- Буссю, Бельгия

## Известные уроженцы
- Жорж Малиссар (1877—1942) — скульптор.

## Галерея

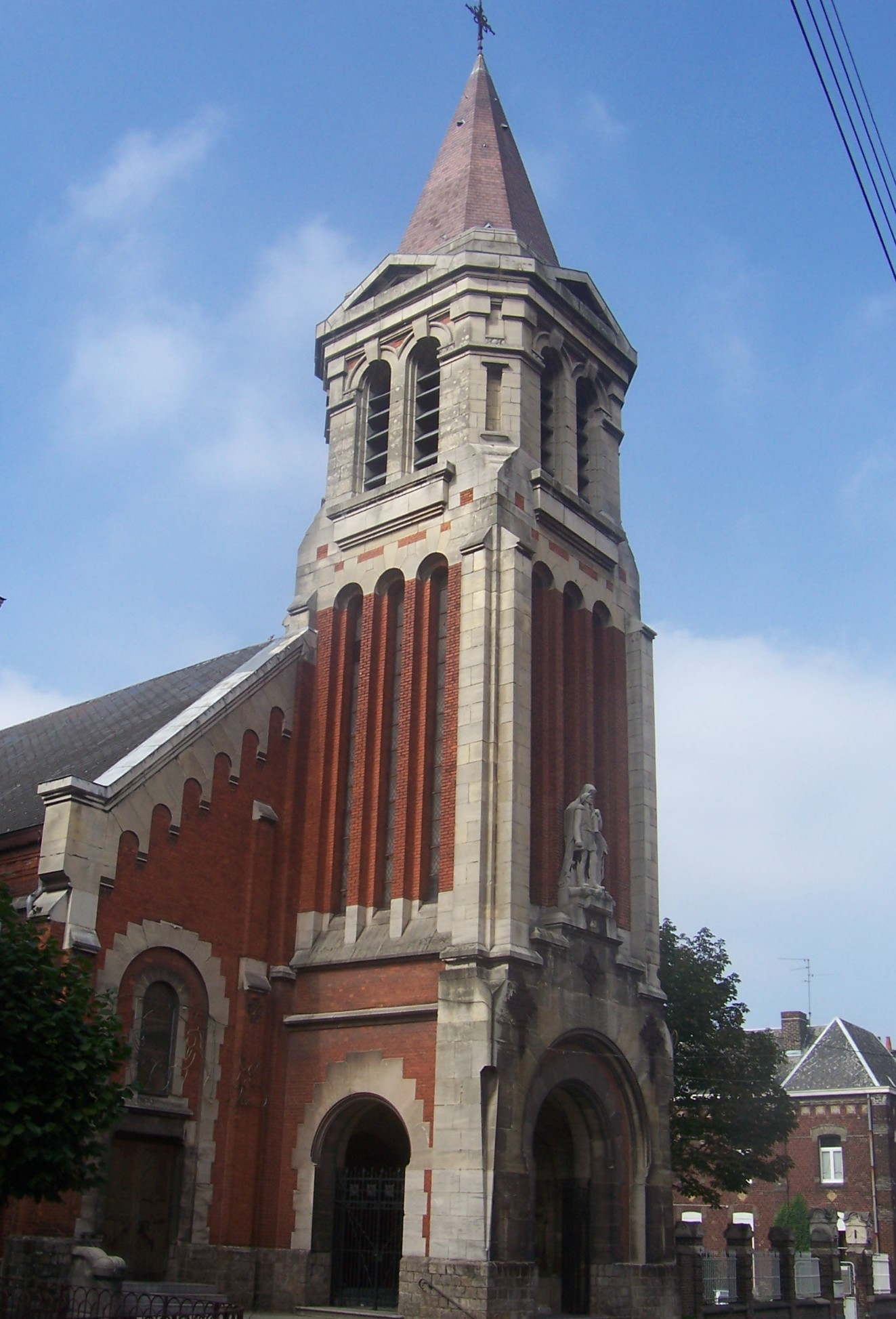
Церковь Святой Варвары
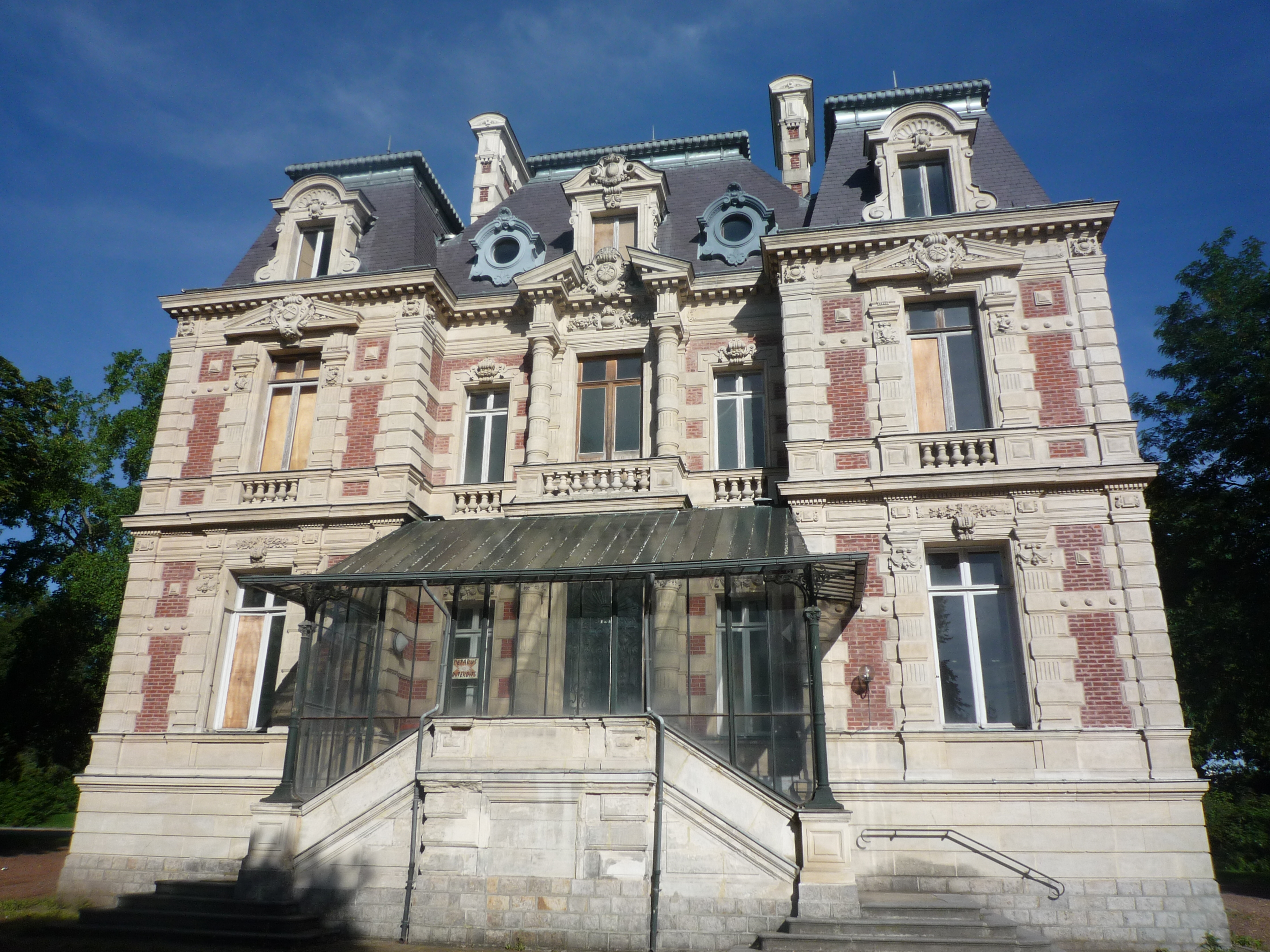
Шато Дампьер
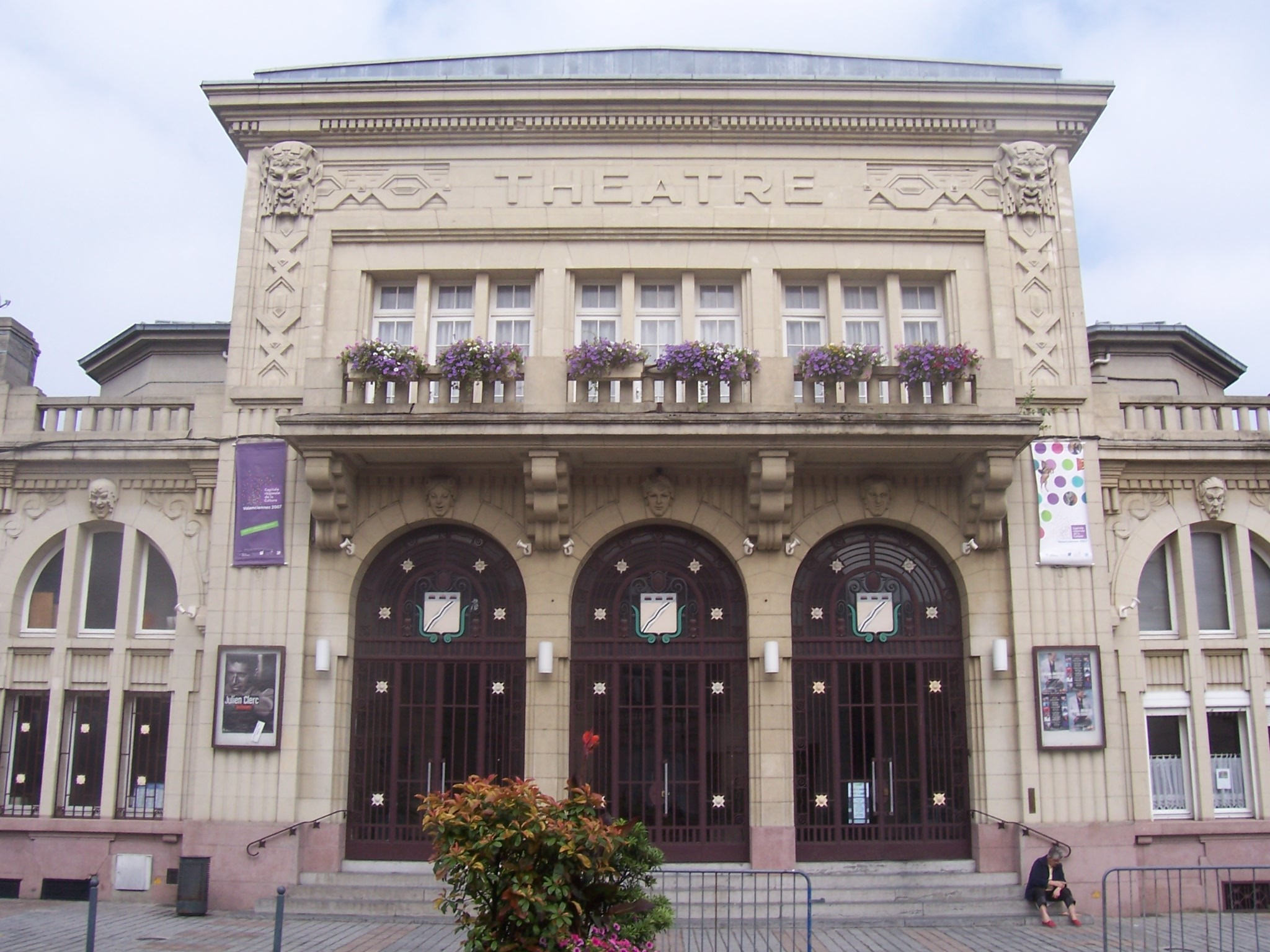
Театр
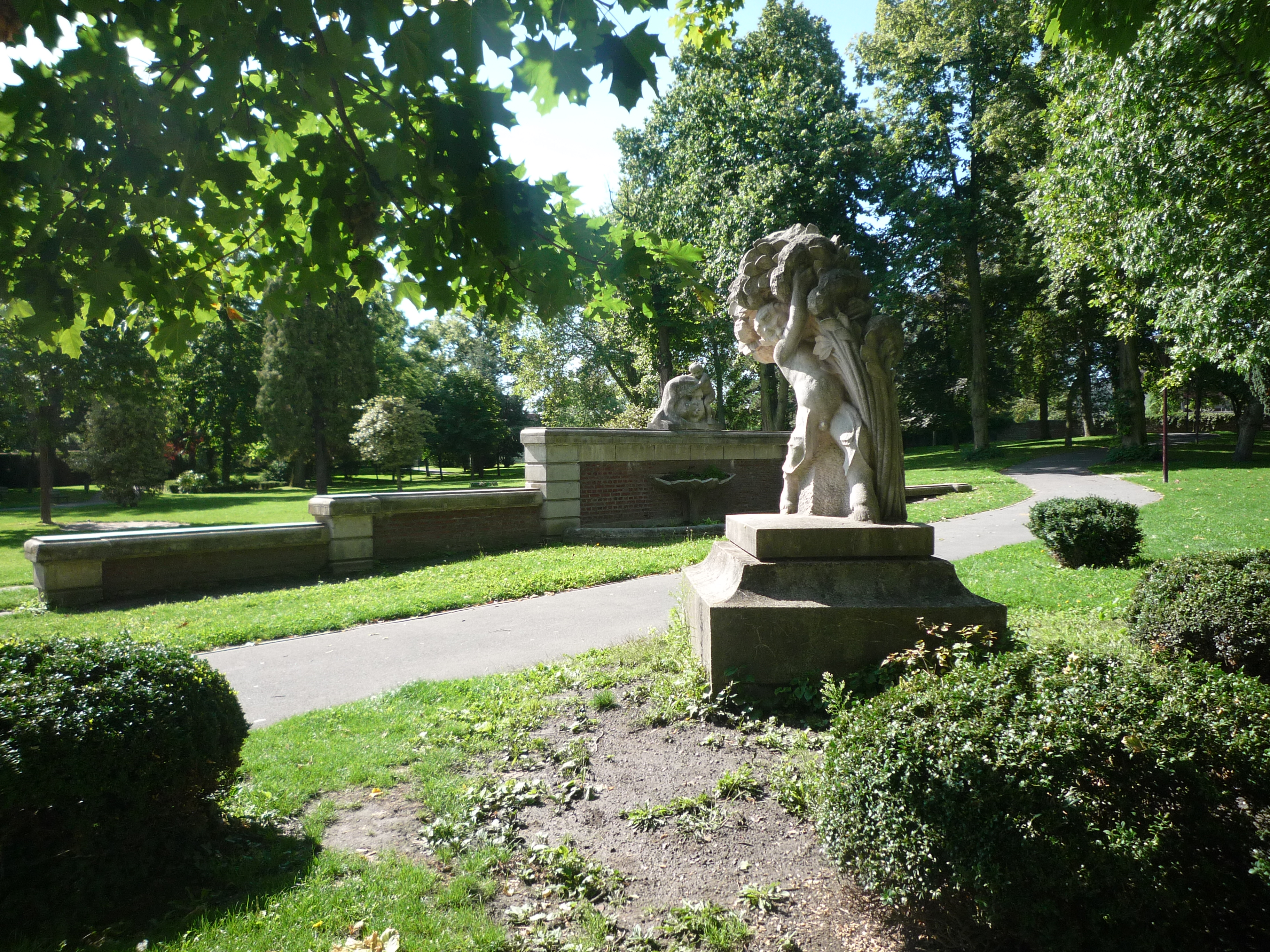
Городской парк Матьё

1. 1 2  база данных о французских коммунах — Национальный географический институт Франции, 2015.